# مات شاكمان
مات شاكمان (بالإنجليزية: Matt Shakman)‏‏ (8 أغسطس 1975 في فينتورا، كاليفورنيا - ) مخرج أفلام، وممثل، وممثل تلفزيوني، ومخرج تلفزيوني، ومخرج مسرحي، ومخرج من الولايات المتحدة.

## روابط خارجية
- مات شاكمان على موقع IMDb (الإنجليزية)
- مات شاكمان على موقع ألو سيني (الفرنسية)
- مات شاكمان على موقع أول موفي (الإنجليزية)
- مات شاكمان على موقع قاعدة بيانات الأفلام السويدية (السويدية)
- مات شاكمان على موقع قاعدة بيانات الفيلم (الإنجليزية)
- مات شاكمان على موقع كينوبويسك (الروسية)